# سنور البانتنال
سنور البَنتَنال (الاسم العلمي: Leopardus colocola braccatus) هو حيوان ثديي ونويعٌ من قط البمبات من فصيلة السنوريات ومن أسرة السنوراوات ومن جنس القط النمري. يراوح لون شعر جلد هذه السنوريات من الأصفر إلى البني مع خطوط سوداء على الساقين والصدر.
يعيش سنور البَنتَنال في وسط شرق البرازيل والأوروغواي وبوليفيا والأرجنتين، في المناطق التي يصل ارتفاعها إلى 2000 متر عن سطح البحر.